# Sergi Jordà
Sergi Jordà (Madrid, 15 de noviembre de 1961) es un físico, artista y músico digital español. También es doctor en Ciencias de la Computación y Comunicación e investigador del Grup de Tecnología Musical de la Universidad Pompeu Fabra de Barcelona. Conocido mundialmente por haber dirigido el equipo que inventó el Reactable.

## Biografía
Sergi Jordà nació en Madrid, donde su padre estaba dirigiendo la película El Día de los Muertos (1961). Su padre es el guionista y cineasta Joaquim Jordà.
Sergi Jordà se graduó en Física en la Universidad de Barcelona en 1987 aunque completó sus estudios de música. Pronto dedicó al desarrollo de la programación informática y la música por ordenador, siendo uno de los pioneros en España. Durante la década de los 90, impartió el doctorado de Inteligencia Artificial en la UNED y colaboró con artistas catalanes tan conocidos como Marcel·lí Antúnez Roca o La Fura dels Baus en instalaciones interactivas como (Joan the Meat Man and Epizoo, 1996), performances multimedia (Afasia, 2002), y aplicaciones de creación musical sobre Internet (FMOL, 1999–2002).
En 1999, se unió con Xavier Serra para crear el Grup de Tecnología Musical de la Universidad Pompeu Fabra en Barcelona. La disertación del doctorado de Sergi Jordà Digital Lutherie (Jordà, 2005) en la UPF-MTG estableció los fundamentos de nuevas formas de música digital, basada en la respuesta visual y la multiplexión espacial. Entre 2003 y 2006, junto a Günter Geiger, Martin Kaltenbrunner y Marcos Alonso, Sergi Jordà desarrolló el Reactable: un instrumento musical electrónico que combina un tablero con interfaz táctil con los principios derivados de los sintetizadores modulares como los que desarrolló Bob Moog a principios de los 60.
El Reactable se popularizó con Björk, que los incorporó en la gira de su álbum Volta en 2007. Desde entonces, ha sido perfeccionado extensivamente. Desde entonces se ha ofrecido numerosos conciertos y está en exhibición en numerosas ciencias y centros de arte de todo el mundo, incluyendo el Museum of Science and Industry o Chicago, Discovery World en Milwaukee, Discovery Place en Charlotte, Centro de Ciencias de Montreal, Centro de Ciencias de Singapur, Papalote Museo del Niño en México, Santralistanbul en Turkey, el ZKM de Alemania o el centro INTECH en el Reino Unido. En octubre de 2010 se lanzó la aplicación para iPhone y iPad Reactable mobile y en tan solo dos semanas se convirtió en una de las aplicaciones musicales más descargadas en 20 países. 

## Galardones
- Bourges, 1998
- Ciutat de Barcelona, 1999 y 2008
- SGAE Archivado el 3 de marzo de 2016 en Wayback Machine. 2000
- Möbius International, Beijing 2001
- Arco Electrónico, 1999 y 2001
- Europrix, 2002
- Hot Instrument of the Year, Rolling Stone Magazine, 2007 (por el Reactable)
- MIDEM Hottest Music Biz Start-Up Award, 2008 (for Reactable Systems)
- Yellow Pencil, Product Design/Public Space, D&AD Design Awards, London, 2008 (por el Reactable)
- Yellow pencil, Digital Installations, D&AD Design Awards, London, 2008 (por el Reactable)
- Golden Nica, Prix Ars Electronica Archivado el 31 de mayo de 2011 en Wayback Machine., 2008 (por el Reactable)
- Innova, Barcelona, 2008 (por el Reactable)

## Publicaciones
- Jordà, S. (1991). A Real-Time MIDI Composer and Interactive Improviser by Means of Feedback Systems Archivado el 20 de julio de 2011 en Wayback Machine.. In Proceedings of the 1991 International Computer Music Conference. San Francisco, CA: International Computer Music Association, 463-466.
- Jordà, S. (1996). EPIZOO: Cruelty and Gratuitousness in Real Virtuality Archivado el 15 de julio de 2014 en Wayback Machine.. In Proceedings of 5CYBERCONF, 5th International Conference on Cyberspace, Madrid, Spain.
- Jordà, S. (1999). Faust Music On Line (FMOL): An approach to Real-time Collective Composition on the Internet. Leonardo Music Journal, 9, 5-12.
- Jordà, S. & Wüst, O. (2001). FMOL: A System for Collaborative Music Composition Over the Web. In Proceedings of the 12th International Workshop on Database and Expert Systems Applications, 537-542.
- Jordà, S. (2001). New Musical Interfaces and New Music-making Paradigms. Proceedings of the New Interfaces for Musical Expression, NIME 2001.
- Jordà, S. (2002a). Afasia: the Ultimate Homeric One-man-multimedia-band. In Proceedings of the 2002 International Conference on New Interfaces for Musical Expression (NIME-02), Dublin, 132-137.
- Jordà, S. (2002b). FMOL: Toward User-Friendly, Sophisticated New Musical Instruments. Computer Music Journal, 26(3), 23-39.
- Jordà, S. (2002c). Improvising with Computers: A personal Survey (1989-2001). Journal of New Music Research, 31(1), 1-10.
- Jordà, S. (2003a). Sonigraphical Instruments From FMOL to the reacTable*.
- Jordà, S. (2003b). Interactive music systems for everyone exploring visual feedback as a way for creating more intuitive, efﬁcient and learnable instruments. Proceedings of the New Interfaces for Musical Expression, NIME 2003."
- Jordà, S. (2004a). Digital Instruments and Players Part I - Efﬁciency and Apprenticeship. Proceedings of the New Interfaces for Musical Expression, NIME 2004."
- Jordà, S. (2004b). Digital Instruments and Players Part II - Diversity, Freedom and Contro l. International Computer Music Conference."
- Jordà, S. (2005a). Multi-user Instruments Models, Examples and Promises. Proceedings of the New Interfaces for Musical Expression, NIME 2005."
- Jordà, S. (2005b). Instruments and Players: Some thoughts on digital lutherie Archivado el 23 de junio de 2010 en Wayback Machine.. Journal of New Music Research, 33(3), 1-21.
- Jordà, S., Kaltenbrunner, M., Geiger, G. & Bencina, R. (2005c) The reacTable*. Proceedings of the International Computer Music Conference (ICM05).
- Bencina, R., Kaltenbrunner, M. & Jordà , S. (2005d) Improved Topological Fiducial Tracking in the reacTIVision System. Proceedings of the IEEE International Workshop on Projector-Camera Systems.
- Jordà, S. & Alonso, M. (2006a). Mary had a little scoreTable* or the reacTable* goes melodic. In Proceedings of the 2006 Conference on New interfaces For Musical Expression (Paris, France, June 4–08, 2006). New Interfaces For Musical Expression. IRCAM — Centre Pompidou, Paris, France, 208-211.
- Jordà, S., Kaltenbrunner, M., Geiger, G. and Alonso, M. (2006b). The reacTable: a tangible tabletop musical instrument and collaborative workbench. ACM SIGGRAPH.
- Jordà, S., Geiger, G., Alonso, M. & Kaltenbrunner, M. (2007). The reacTable: exploring the synergy between live music performance and tabletop tangible interfaces. TEI '07: Proceedings of the 1st international conference on Tangible and embedded interaction, 139-146.19
- Jordà, S. (2008a). On stage: the reactable and other musical tangibles go real. Int. J. Arts and Technology, Vol. 1, Nos. 3/4, pp. 268–287.
- Gallardo, D., Julia, C.F. & Jordà, S. (2008b). TurTan: A tangible programming language for creative exploration. In 3rd IEEE International Workshop on Horizontal Interactive Human Computer Systems, 2008. TABLETOP 2008, pages 89–92.
- Julià, C. F. & Jordà, S. (2009). Songexplorer: a tabletop application for exploring large collections of songs. Proceedings of the International Society for Music Information Retrieval Conference (ISMIR’09), Kobe, Japan.
- Jordà, S., Julià, C.F. & Gallardo, D. (2010a). Interactive Surfaces an Tangibles, Crossroads. The ACM Magazine for Students, Vol 16(4), 21-28.
- Jordà, S., Hunter, S., Pla, P., Gallardo, D., Leithinger, D., Kaufman, H., Julià, C.F. & Kaltenbrunner, M. (2010b). Development strategies for tangible interaction on horizontal surfaces Archivado el 20 de junio de 2010 en Wayback Machine.. Tangible Embedded and Embodied Interaction Conference, TEI’10.
- Gallardo, D. & Jordà, S. (2010c). Tangible jukebox: back to palpable music. In Proceedings of the Fourth international Conference on Tangible, Embedded, and Embodied interaction (Cambridge, Massachusetts, USA, January 24–27, 2010). TEI '10. ACM, New York, NY, 199-202.